# Synagoga v Banské Štiavnici
Synagoga v Banské Štiavnici byla postavena v roce 1893. Nachází se na adrese Novozámocká 5 v Banské Štiavnici.

## Popis

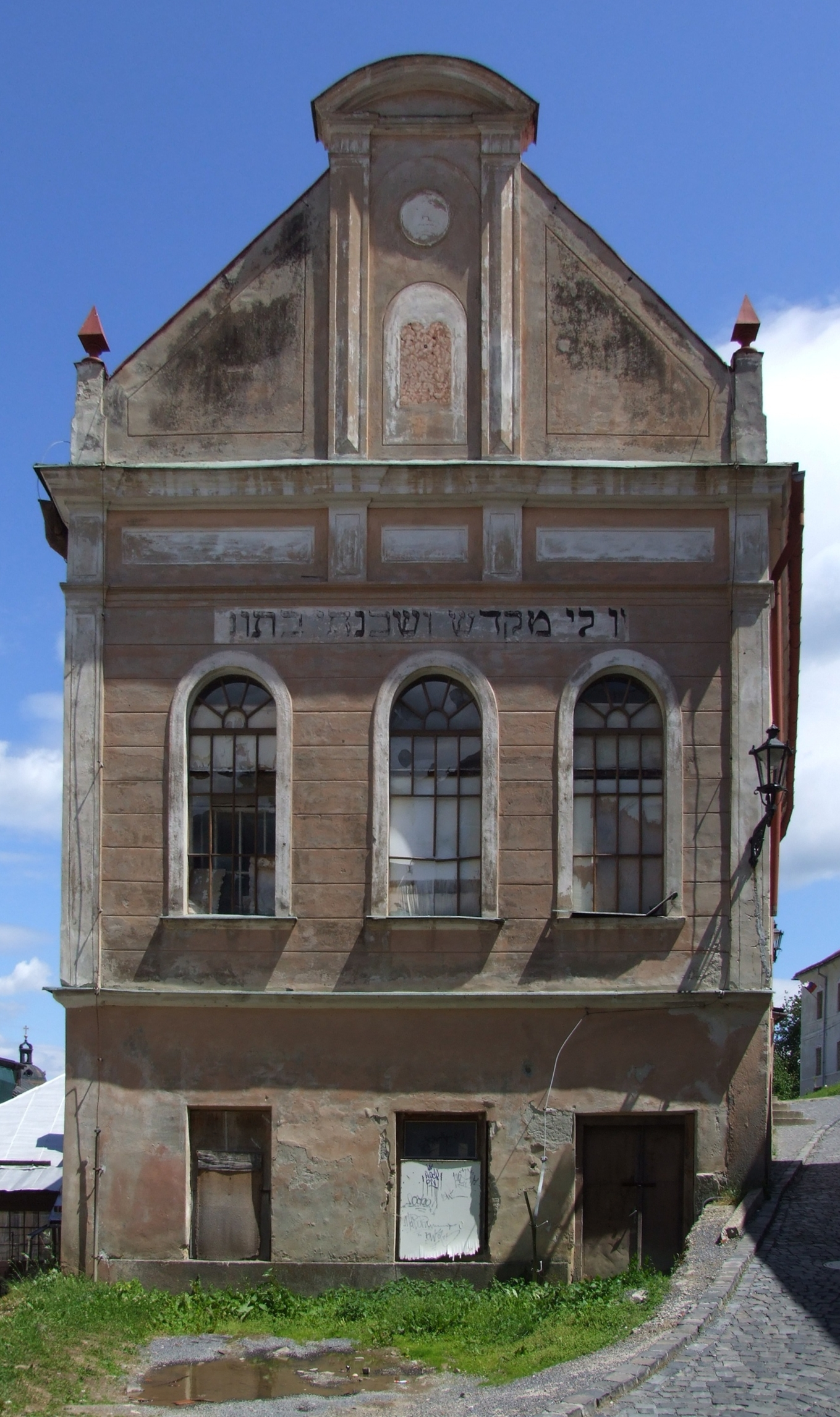
Synagoga před rekonstrukcí

Samotnou synagogu tvoří předsíň a hlavní síň. Budova byla pravděpodobně vytvořena již v období gotiky a později byla přestavěna v renesančním stylu a až v 19. století se začala po úpravě využívat pro sakrální účely. Samotnou přestavbu financovala tamní židovská obec. 
V roce 1941 byla sakrální činnost v této stavbě pozastavena, a ačkoli byla roku 1949 prohlášena národní kulturní památkou, budova chátrala. Od 50. let 20. století v ní působila klempířská dílna a později i autoškola. 
V roce 2013 proběhla celková rekonstrukce synagogy, kterou realizovala místní rodina Radových, která objekt vlastní. Byl obnoven původní nápis zlatým písmem:  
| „ | ועשו לי מקדש ושכנתי בתוכם‎ | Udělali mi svatyni a já jsem v ní přebýval | “ |

V současnosti patří do městské rezervace Banské Štiavnice a je zapsána i do seznamu UNESCO i do seznamu národních kulturních památek.